# Ninna Swaab
Ninna Swaab (n. 26 iunie 1940, Copenhaga, Danemarca) este o sportivă ce a reprezentat Suedia, medaliată olimpică. A participat la o ediție a Jocurilor Olimpice (1972) în care a câștigat o medalie de bronz.

## Participări
Lista de mai jos prezintă principalele competiții la care a participat Ninna Swaab de-a lungul carierei.
- equestrian at the 1972 Summer Olympics – team dressage[*]